# Anna Maria Colucci
Pour les articles homonymes, voir Colucci.
Anna Maria Colucci ou Ma Prem Samagra, née à Verbania en 1938 et morte à Sant'Oreste en 2015, est une artiste féministe italienne. 

## Biographie
Au début des années 1960, elle se consacre à la photographie. Elle interprète la réalité. Elle traite de la condition des femmes des questions sociales. En 1970, elle rejoint la Rivolta Femminile. Elle travaille alors sur l'effacement des femmes dans la sphère privée et dans la scène artistique contemporaine. Elle se représente dans son œuvre.
En 1975, elle fait partie des dix artistes qui avec Suzanne Santoro fondent la Cooperativa Beato Angelico à Rome. C'est le premier lieu d'exposition à Rome consacré à des femmes. La Cooperativa alterne exposition d’œuvres d'artistes contemporaines et historiques comme Artemisia Gentileschi, Elisabetta Sirani et Regina Bracchi.
En 1980, au contact de la pensée de Osho, elle devient sannyâsin. Elle s'installe en Inde. Elle porte le nom Ma Prem Samagra que lui a donné son maître spirituel. Elle abandonne la photographie et le figuratif. Elle s'oriente vers la peinture et l'abstraction.
En 2003, elle s'installe à  Sant'Oreste, alternant les séjours en Inde. En 2015, le musée de Sant'Oreste lui consacre une rétrospective complète.

## Expositions
- Gap Gallery, Rome, 1975
- Observations on Reality, Cooperativa del Beato Angelico, 1977
- Ambienti anni '60s e '80s, Speciale Gallery, Bari, 1985
- Ginnosofisti # 7 – L’oro vivente, Bibliothèque d'Art contemporain, Rome, 2012
- L’Artista come Rishi, Musée national d'Art oriental, Rome, 2011
- Samagra Ora, ArteOra, Foggia, 2011[4]
- Tavola apparecchiata per uno solo, Acta International, Rome, 2015[5]
- Lila. Il gioco della vita, Museo Naturalistico del Monte Soratte / Pinacothèque Palazzo Caccia, Sant'Oreste, 2015[3]